# Kimi Onoda
Pour les articles homonymes, voir Onoda.
Kimi Onoda (小野田 紀美, Onoda Kimi), née le 7 décembre 1982, est une femme politique japonaise, représentant la préfecture d'Okayama à la Chambre des conseillers du Japon pour le Parti libéral-démocrate japonais. Elle est nommée en 2020 dans le gouvernement Suga au poste de secrétaire parlementaire chargée de la justice, puis en 2022 dans le gouvernement Kishida II au poste de secrétaire parlementaire chargée de la Défense.

## Jeunesse et études
Onoda naît le 7 décembre 1982 à Chicago, aux États-Unis d'un père américain et d'une mère japonaise, avant de déménager après son premier anniversaire dans la ville de Setouchi,. Elle effectue ses études supérieures à l'Université de Takushoku, au département de sciences politiques.
Elle obtient son premier emploi dans une société de production de CD et de jeux, où elle est responsable des relations publiques, de la promotion et de la production.

## Carrière électorale
Elle commence sa carrière électorale en tant que membre de l'assemblée municipale de Kita, l'un des arrondissements spéciaux de Tokyo,. Elle est réélue en 2015, mais démissionne en 2016 pour lancer sa prochaine campagne électorale.
Elle se présente ensuite lors des élections à la Chambre des conseillers du Japon de 2016, dans la circonscription électorale d'Okayama, sous l'investiture de Parti libéral-démocrate, et avec le soutien du Kōmeitō. À la suite de cette élection, elle remporte le scrutin, et entre à la chambre des conseillers, succédant à l'ancien président de cette chambre Satsuki Eda.
En 2020, Onoda fait son entrée au gouvernement Suga, au poste de secrétaire parlementaire chargée de la justice.
Elle est candidate à sa réélection lors des élections à la Chambre des conseillers du Japon de 2022, cette fois sans le soutien du Kōmeitō, mais toujours sous l'investiture du PLD. Elle est largement réélue, après une campagne numérique intensive principalement axée autour de la relance post-Covid,. À la suite de cette réélection, elle est nommée au gouvernement Kishida II, au poste de secrétaire parlementaire chargée de la Défense.
Le 26 janvier 2024, elle est nommée à la tête de la commission des affaires étrangères et de la défense de la Chambre des conseillers.

## Prises de position
Comme la majorité des représentants de son parti, elle fait la promotion des Abenomics, politique économique japonaise promue par le premier ministre Shinzō Abe, qu'elle soutient. Elle estime également que l'énergie nucléaire est nécessaire à la contribution énergétique japonaise pour le moment, même si des alternatives pour l'avenir doivent être envisagées. En outre, elle souhaite une révision de la constitution antimilitariste du Japon. Du point de vue international, elle estime que les sanctions mises en place par le Japon envers la Russie à la suite de l'invasion de l'Ukraine sont appropriées.
Adepte de la culture internet, Onoda s'efforce également de faire évoluer la politique japonaise, pour qu'elle s'adapte aux besoins des nouvelles générations. Par exemple, elle se bat pour faire modifier les lois concernant les redevances audiovisuelles, arguant que la majorité des jeunes japonais, elle compris, ne possèdent pas de télévision.

## Vie privée
Les parents d'Onoda divorcent alors qu'elle est jeune, et sa mère élève seule Onoda et sa sœur au Japon. Son père n'ayant pas payé de pension alimentaire, Onoda se bat pour imposer des sanctions aux parents ne respectant pas cette obligation, et cherche également à faciliter le quotidien des familles monoparentales dans son activité parlementaire.

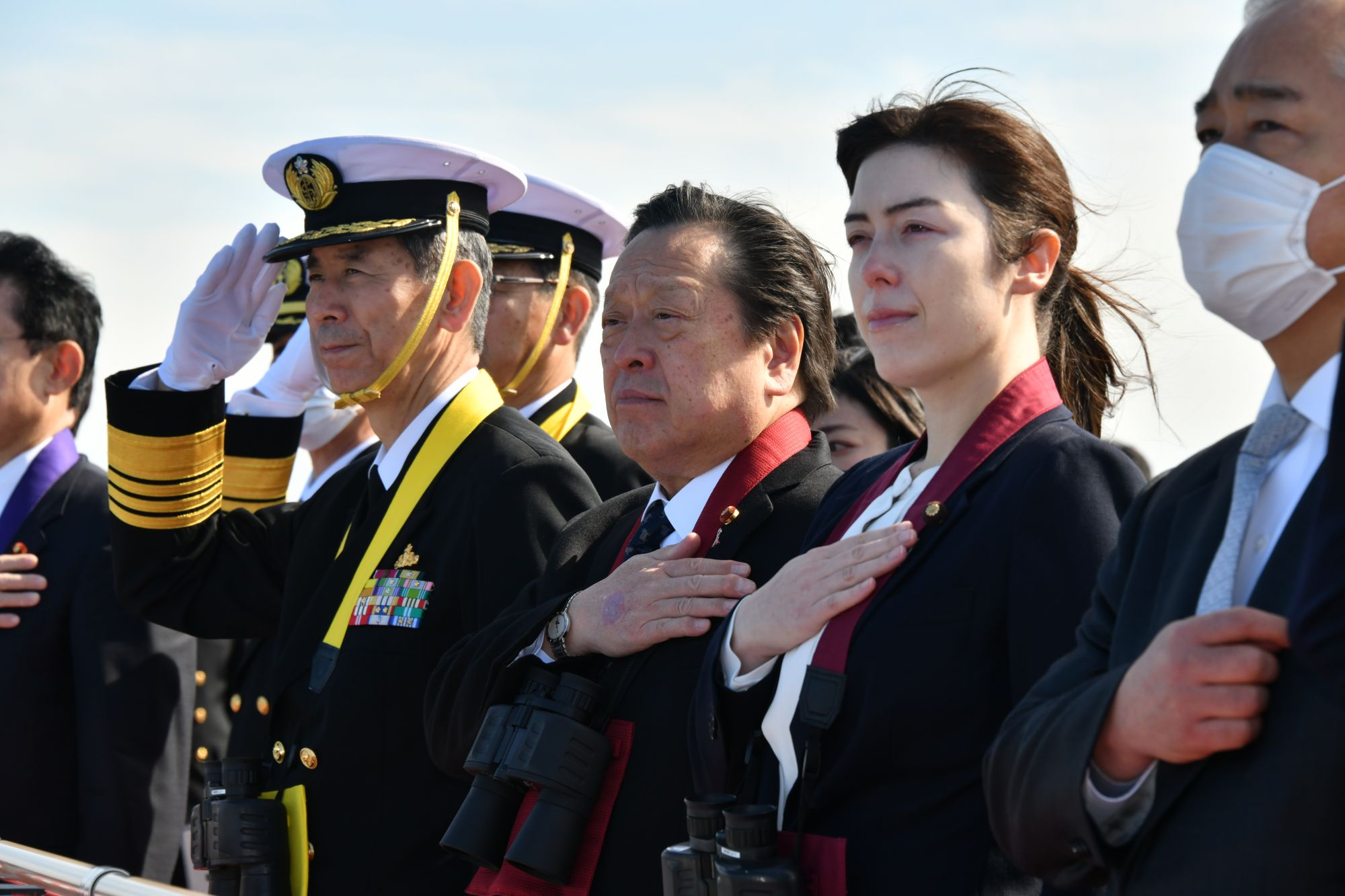
Kimi Onoda, aux côtés de Yasukazu Hamada lors d'une cérémonie officielle, en 2023.

Onoda annonce en décembre 2023 avoir subi une hystérectomie totale, en raison de léiomyomes utérins,. À la suite de plusieurs réactions sur les réseaux sociaux accusant le vaccin contre le coronavirus d'être à l'origine de ces fibromes, elle reprend la parole pour affirmer qu'elle souffrait de fibromes depuis cinq ans avant la pandémie.
Elle indique que ce sont des séries télévisées comme Giraya, Muscleman ou Dragon Ball qui lui ont donné envie de servir la justice, et se considère elle-même comme une otaku.

## Controverses
D'origine américaine par son père, elle bénéficiait de la double nationalité américano-japonaise, et a délaissé les démarches administratives japonaises la forçant à choisir une nationalité à ses vingt-deux ans. Après son élection de 2016, il est révélé qu'elle n'a toujours pas renoncé à sa double nationalité, malgré des démarches administratives lancées en 2015. En octobre 2016, elle s'excuse publiquement d'avoir fait traîner celles-ci en longueur et renonce définitivement à sa nationalité américaine.
Elle est parfois appelée la « Jeanne d'Arc d'Okayama », un surnom qu'elle apprécie peu.